# John Totleben
John Totleben (Erie, 16 febbraio 1958) è un illustratore e fumettista statunitense.
Dopo aver studiato arte in un liceo tecnico ad Erie in Pennsylvania, Totleben frequentò la Joe Kubert School per un anno. Quindi passò diversi anni a lavorare per l'editore di fumetti Harry Chesler, creando illustrazioni per il Rubaiyat di Omar Khayyam; ma queste non vennero mai stampate. Il suo primo lavoro pubblicato apparve nel 1979 su Heavy Metal.
Il suo primo successo nei fumetti statunitensi, ed anche la sua opera più conosciuta, fu come inchiostratore (dei disegni tratteggiati da Steve Bissette) per il titolo DC Comics Swamp Thing, nel momento in cui la serie venne scritta e reinventata da Alan Moore. Totleben e Bissette si unirono alla serie nel 1983, giusto poco prima di Moore. Lo stile di Totleben era insolito per il tempo, ed è ancora caratteristico tra gli artisti di comic per i suoi disegni fluidi e  per la sua rappresentazione molto dettagliata (ottenuta usando una combinazione di puntinature e linee strettamente parallele. Disegnò inoltre le copertine della serie con oli e pittura acrilica, e continua ad essere un famoso disegnatore di copertine.
Ad iniziare dal 1985, Bissette e Totleben co-crearono e diressero l'antologia horror di breve durata Taboo. Taboo mise in mostra una gran quantità di scrittori e artisti, da quelli tradizionali a quelli semi-underground, ed è meglio conosciuto come il luogo originario dell'acclamata graphic novel From Hell.
Il progetto di fumetti più ambizioso di Totleben fu ancora con Moore, sul terzo volume di Miracleman, che disegnò ed inchiostrò. La reazione ai suoi disegni fu così forte che Eclipse Comics lo tenne come unico disegnatore della serie (dopo aver cambiato disegnatori diverse volte nel volume precedente) nonostante i ritardi causati dalla sua malattia degli occhi appena diagnosticata, la retinite pigmentosa.
Il lavoro di Totleben con Moore e Bissette su Swamp Thing guadagnò molti Kirby Awards, inclusi quelli del 1985 come Miglior Team Artistico, del 1985 come Miglior Albo Singolo (per Swamp Thing Annual n.2), sempre del 1985 come Miglior Copertina (per Swamp Thing n.34), e come Migliore Serie Regolare dal 1985 al 1987. Totleben e Bissette furono anche messi in lizza per il Miglior Team Artistico nel 1986 e nel 1987, e Swamp Thing n.34 fu nominato a sua volta per il Miglior Albo Singolo del 1985.
Nonostante la condizione dei suoi occhi abbia reso Totleben legalmente cieco, ha conservato abbastanza vista per continuare a lavorare con il suo solito stile, anche se molto più lentamente. Ha illustrato alcuni titoli per la DC Comics e per la Marvel Comics, e ha lavorato sulla serie satirica di Moore edita da Image Comics, 1963, in cui fu descritto come "'Jaunty' John", l'"inchiostratore cieco senza paura".